# 1950-es úszó-Európa-bajnokság
Az 1950-es úszó-Európa-bajnokságot Bécsben, Ausztriában rendezték augusztus 20. és augusztus 27. között. Az Eb-n 16 versenyszámot rendeztek. 11-et úszásban, 4-et műugrásban és egyet vízilabdában.

## Éremtáblázat
(A táblázatban a rendező nemzet eltérő háttérszínnel kiemelve.)
| Helyezés | Nemzet        | Arany | Ezüst | Bronz | Összesen |
| 1.       | Franciaország | 4     | 6     | 2     | 12       |
| 2.       | Hollandia     | 4     | 4     | 3     | 11       |
| 3.       | NSZK          | 4     | 2     | 2     | 8        |
| 4.       | Svédország    | 2     | 2     | 2     | 6        |
| 5.       | Dánia         | 1     | 1     | 4     | 6        |
| 6.       | Belgium       | 1     | 0     | 0     | 1        |
| 7.       | Ausztria      | 0     | 1     | 0     | 1        |
| 8.       | Jugoszlávia   | 0     | 0     | 3     | 3        |
| Összesen | Összesen      | 16    | 16    | 16    | 48       |

## Érmesek

### Úszás
Férfi
| Versenyszám             | Arany                                                                             | Arany   | Ezüst                                                                          | Ezüst   | Bronz                                                                            | Bronz   |
| ----------------------- | --------------------------------------------------------------------------------- | ------- | ------------------------------------------------------------------------------ | ------- | -------------------------------------------------------------------------------- | ------- |
| 100 m-es gyorsúszás     | Alexandre Jany · Franciaország                                                    | 57,7    | Göran Larsson · Svédország                                                     | 59,4    | Joris Tjebbes · Hollandia                                                        | 1:00,3  |
| 400 m-es gyorsúszás     | Alexandre Jany · Franciaország                                                    | 4:48,0  | Jean Boiteux · Franciaország                                                   | 4:50,1  | Hans-Günther Lehmann · NSZK                                                      | 4:51,2  |
| 1500 m-es gyorsúszás    | Hans-Günther Lehmann · NSZK                                                       | 19:48,2 | Jean Boiteux · Franciaország                                                   | 19:48,4 | Jo Bernardo · Franciaország                                                      | 20:06,7 |
| 100 m-es hátúszás       | Göran Larsson · Svédország                                                        | 1:09,4  | Cornelis Kievit · Hollandia                                                    | 1:09,7  | Boris Škanata · Jugoszlávia                                                      | 1:10,8  |
| 200 m-es mellúszás      | Herbert Klein · NSZK                                                              | 2:38,6  | Maurice Lusien · Franciaország                                                 | 2:40,9  | Bengt Rask · Svédország                                                          | 2:43,8  |
| 4 × 200 m-es gyorsváltó | Svédország · Tore Sjunnerholm · Per-Olof Östrand · Olle Johansson · Göran Larsson | 9:06,5  | Franciaország · Willy Blioch · Joseph Bernardo · Jean Boiteux · Alexander Jany | 9:10,0  | Jugoszlávia · Branko Vidovic · Andrej Kvinc · Mislav Stipetic · Marijan Stipetic | 9:12,7  |

Női
| Versenyszám             | Arany                                                                                        | Arany  | Ezüst                                                               | Ezüst  | Bronz                                                                                  | Bronz  |
| ----------------------- | -------------------------------------------------------------------------------------------- | ------ | ------------------------------------------------------------------- | ------ | -------------------------------------------------------------------------------------- | ------ |
| 100 m-es gyorsúszás     | Irma Schumacher · Hollandia                                                                  | 1:06,4 | Marie-Louise Linssen-Vaessen · Hollandia                            | 1:07,1 | Greta Andersen · Dánia                                                                 | 1:07,9 |
| 400 m-es gyorsúszás     | Greta Andersen · Dánia                                                                       | 5:30,9 | Irma Schumacher · Hollandia                                         | 5:31,2 | Colette Thomas · Franciaország                                                         | 5:37,4 |
| 100 m-es hátúszás       | Hendrika van der Horst · Hollandia                                                           | 1:17,1 | Gertrud Herrbruck · NSZK                                            | 1:17,8 | Greet Galliard · Hollandia                                                             | 1:17,9 |
| 200 m-es mellúszás      | Raymonde Vergauwen · Belgium                                                                 | 3:00,1 | Lies Bonnier · Hollandia                                            | 3:01,8 | Jannie de Groot · Hollandia                                                            | 3:02,2 |
| 4 × 100 m-es gyorsváltó | Hollandia · Ann Masser · Johanna Termeulen · Marie-Louise Linssen-Vaessen · Irma Schuhmacher | 4:33,9 | Dánia · Greta Olsen · Ulla Madsen · Mette Petersen · Greta Andersen | 4:43,1 | Svédország · Marianne Lundqvist · Gisela Tidholm · Ingegard Fredin · Elisabeth Ahlgren | 4:44,7 |

### Műugrás
Férfi
| Versenyszám         | Arany                | Arany  | Ezüst                      | Ezüst  | Bronz                       | Bronz  |
| ------------------- | -------------------- | ------ | -------------------------- | ------ | --------------------------- | ------ |
| 3 m-es műugrás      | Hans Aderhold · NSZK | 183,68 | G Hernande · Franciaország | 174,66 | Werner Sobek · NSZK         | 167,88 |
| 10 m-es toronyugrás | Günther Haase · NSZK | 158,13 | Werner Sobek · NSZK        | 141,54 | Thomas Christiansen · Dánia | 140,94 |

Női
| Versenyszám         | Arany                             | Arany  | Ezüst                             | Ezüst  | Bronz                        | Bronz  |
| ------------------- | --------------------------------- | ------ | --------------------------------- | ------ | ---------------------------- | ------ |
| 3 m-es műugrás      | Madeleine Moreau · Franciaország  | 155,58 | Nicole Pellissard · Franciaország | 140,64 | Birte Christoffersen · Dánia | 129,63 |
| 10 m-es toronyugrás | Nicole Pellissard · Franciaország | 85,67  | Alma Staudinger · Ausztria        | 82,38  | Birte Christoffersen · Dánia | 82,31  |

### Vízilabda
| Versenyszám | Arany     | Ezüst      | Bronz       |
| ----------- | --------- | ---------- | ----------- |
| Férfi       | Hollandia | Svédország | Jugoszlávia |